# Mel Stuart
Mel Stuart  (Nova Iorque, 2 de setembro de 1928 - 9 de agosto de 2012) foi um produtor e diretor de cinema norte-americano.
Stuart dirigiu o musical Willy Wonka & the Chocolate Factory (1971). Além disso, dirigiu outros como If It's Tuesday, This Must Be Belgium (1969), One Is a Lonely Number (1974) e Running on the Sun: The Badwater 135 (2000).